# Хрутфонтейн
Хрутфонтейн (африк. Grootfontein) — город в Намибии.

## География
Город Хрутфонтейн расположен в северо-западной части Намибии, на высоте 1460 метров над уровнем моря, в горах Отави. Совместно с городами Отави и Цумеб, Хрутфонтейн образует так называемый «треугольник Отави» — развитый сельскохозяйственный район в горах Отави, где ежегодно выпадает не менее 500 мм осадков.

## Климат
| Показатель                    | Янв. | Фев. | Март | Апр. | Май  | Июнь | Июль | Авг. | Сен. | Окт. | Нояб. | Дек. | Год  |
| ----------------------------- | ---- | ---- | ---- | ---- | ---- | ---- | ---- | ---- | ---- | ---- | ----- | ---- | ---- |
| Средний суточный максимум, °C | 29,5 | 28,2 | 27,7 | 27,3 | 25,5 | 22,5 | 22,8 | 25,8 | 29,7 | 31,7 | 30,7  | 30,6 | 27,7 |
| Средняя температура, °C       | 23,5 | 22,5 | 21,9 | 20,7 | 17,8 | 14,9 | 15,2 | 17,8 | 21,8 | 24,2 | 23,9  | 24,1 | 20,7 |
| Средний суточный минимум, °C  | 17,5 | 16,9 | 16,1 | 14,1 | 10,1 | 7,2  | 7,6  | 9,8  | 13,8 | 16,7 | 17,2  | 17,6 | 13,7 |
| Норма осадков, мм             | 134  | 122  | 98   | 39   | 4    | 1    | 0    | 1    | 3    | 16   | 51    | 81   | 549  |
| Источник: ,                   |      |      |      |      |      |      |      |      |      |      |       |      |      |

## Экономика
Хрутфонтейн административно входит в область Очосондьюпа и является в ней центром одного из округов (избирательных районов). Численность населения города равна 29 тысяч человек (на 2010 год), площадь округа Хрутфонтейн равна 26 520 км², количество жителей округа — около 345 тысяч человек, преимущественно относящихся к народностям дамара и гереро. Основными статьями экономики округа Хрутфонтейн являются добыча меди и медеплавильная промышленность, а также разведение крупного рогатого скота. Главными достопримечательностями города считаются пещера Драхенхаухлох и хранящийся здесь 60-тонный метеорит Гоба.

## История
Хрутфонтейн был основан в 1885 году группой из 40 бурских семей-переселенцев, прибывавших сюда после длительного трека из Трансвааля через Южную Африку и Анголу, и отвоевавших эту землю у местных племён овамбо. В 1895 году город переходит в ведение совместной англо-германской горнодобывающей компании. В том же году здесь размещается немецкий военный отряд и строится форт, в здании которого ныне находится городской музей.
Во время восстания гереро в 1904 году в районе Хрутфонтейна (в 20 километрах от города) немцы разбили один из отрядов восставших, которые разорили ряд окрестных ферм и убивали немецких переселенцев. В июне 1915 года, во время Первой мировой войны город, бывший последним оплотом германских войск в Юго-Западной Африке, был занят южноафриканской армией. В 1947 Хрутфонтейн получает статус города.

## Города-партнёры
- Сучжоу